# Квалификације за Европско првенство у фудбалу 2020 — група Е
Група Е квалификација за Европско првенство у фудбалу 2020. састојала се од пет репрезентација: Хрватска, Велс, Мађарска, Словачка и Азербејџан.
Репрезентације Хрватске и Велса су као првопласиране и другопласиране репрезентације избориле директан пласман на првенство, док захваљујући ранг листи УЕФА Лиге нације 2018/19. у бараж су отишле репрезентације Мађарске и Словачке.

## Табела
| Легенда |
| --- |
| Репрезентације које се квалификују у првом кругу                                                                                                 |
| Репрезентација која иде у бараж захваљујући учинку у Лиги нација 2018/19. након што нису завршили на првом или другом месту табеле у првом кругу |

| Табела групе Е | Табела групе Е | Табела групе Е | Табела групе Е | Табела групе Е | Табела групе Е | Табела групе Е | Табела групе Е | Табела групе Е | Табела групе Е |  |          |      |          |          |            |  | Домаћи | Домаћи | Домаћи | Домаћи | Домаћи | Домаћи | Домаћи | Гости | Гости | Гости | Гости | Гости | Гости | Гости |
|                | Репрезентација | И              | Д              | Н              | И              | ДГ             | ПГ             | ГР             | Бод.           |  | Хрватска | Велс | Словачка | Мађарска | Азербејџан |  | И      | Д      | Н      | И      | ДГ     | ПГ     | Бод.   | И     | Д     | Н     | И     | ДГ    | ПГ    | Бод.  |
| 1.             | Хрватска       | 8              | 5              | 2              | 1              | 17             | 7              | +10            | 17             |  | -        | 2:1  | 3:1      | 3:0      | 2:1        |  | 4      | 4      | 0      | 0      | 10     | 3      | 12     | 4     | 1     | 2     | 1     | 7     | 4     | 5     |
| 2.             | Велс           | 8              | 4              | 2              | 2              | 10             | 6              | +4             | 14             |  | 1:1      | -    | 1:0      | 2:0      | 2:1        |  | 4      | 3      | 1      | 0      | 6      | 2      | 10     | 4     | 0     | 1     | 3     | 4     | 4     | 4     |
| 3.             | Словачка       | 8              | 4              | 1              | 3              | 13             | 11             | +2             | 13             |  | 0:4      | 1:1  | -        | 2:0      | 2:0        |  | 4      | 2      | 1      | 1      | 5      | 5      | 7      | 4     | 2     | 0     | 2     | 8     | 6     | 6     |
| 4.             | Мађарска       | 8              | 4              | 0              | 4              | 8              | 11             | -3             | 12             |  | 2:1      | 1:0  | 1:2      | -        | 1:0        |  | 4      | 3      | 0      | 1      | 5      | 3      | 9      | 4     | 1     | 0     | 3     | 3     | 8     | 3     |
| 5.             | Азербејџан     | 8              | 0              | 1              | 7              | 5              | 18             | -13            | 1              |  | 1:1      | 0:2  | 1:5      | 1:3      | -          |  | 4      | 0      | 1      | 3      | 3      | 11     | 1      | 4     | 0     | 0     | 4     | 2     | 7     | 0     |

## Резултати
| Хрватска                   | 2:1    | Азербејџан   |
| -------------------------- | ------ | ------------ |
| Баришић 44’ · Крамарић 79’ | Детаљи | Шејдајев 19’ |

| Словачка              | 2:0    | Мађарска |
| --------------------- | ------ | -------- |
| Дуда 42’ · Руснак 85’ | Детаљи |          |

| Велс     | 1:0    | Словачка |
| -------- | ------ | -------- |
| Џејмс 5’ | Детаљи |          |

| Мађарска               | 2:1    | Хрватска  |
| ---------------------- | ------ | --------- |
| Салаи 34’ · Паткаи 76’ | Детаљи | Ребић 13’ |

| Хрватска                       | 2:1    | Велс      |
| ------------------------------ | ------ | --------- |
| Лоренс 17’ (аг.) · Перишић 48’ | Детаљи | Брукс 77’ |

| Азербејџан | 1:3    | Мађарска                    |
| ---------- | ------ | --------------------------- |
| Емрели 69’ | Детаљи | Орбан 18’, 53’ · Холман 71’ |

| Азербејџан   | 1:5    | Словачка                                              |
| ------------ | ------ | ----------------------------------------------------- |
| Шејдајев 29’ | Детаљи | Лоботка 8’ · Куцка 27’ · Хамшик 30’, 57’ · Ханцко 85’ |

| Мађарска   | 1:0    | Велс |
| ---------- | ------ | ---- |
| Паткаи 80’ | Детаљи |      |

| Словачка | 0:4    | Хрватска                                             |
| -------- | ------ | ---------------------------------------------------- |
|          | Детаљи | Влашић 45’ · Перишић 46’ · Петковић 72’ · Ловрен 89’ |

| Велс                         | 2:1    | Азербејџан |
| ---------------------------- | ------ | ---------- |
| Пашајев 26’ (аг.) · Бејл 84’ | Детаљи | Емрели 59’ |

| Азербејџан   | 1:1    | Хрватска          |
| ------------ | ------ | ----------------- |
| Хализаде 72’ | Детаљи | Модрић 11’ (пен.) |

| Мађарска     | 1:2    | Словачка              |
| ------------ | ------ | --------------------- |
| Собослаи 50’ | Детаљи | Мак 40’ · Боженик 56’ |

| Хрватска                      | 3:0    | Мађарска |
| ----------------------------- | ------ | -------- |
| Модрић 5’ · Петковић 24’, 42’ | Детаљи |          |

| Словачка  | 1:1    | Велс    |
| --------- | ------ | ------- |
| Куцка 53’ | Детаљи | Мур 25’ |

| Мађарска   | 1:0    | Азербејџан |
| ---------- | ------ | ---------- |
| Корхут 10’ | Детаљи |            |

| Велс       | 1:1    | Хрватска  |
| ---------- | ------ | --------- |
| Бејл 45+3’ | Детаљи | Влашић 9’ |

| Азербејџан | 0:2    | Велс                 |
| ---------- | ------ | -------------------- |
|            | Детаљи | Мур 10’ · Вилсон 34’ |

| Хрватска                                | 3:1    | Словачка    |
| --------------------------------------- | ------ | ----------- |
| Влашић 56’ · Петковић 60’ · Перишић 74’ | Детаљи | Боженик 32’ |

| Словачка                 | 2:0    | Азербејџан |
| ------------------------ | ------ | ---------- |
| Боженик 19’ · Хамшик 86’ | Детаљи |            |

| Велс           | 2:0    | Мађарска |
| -------------- | ------ | -------- |
| Ремзи 15’, 47’ | Детаљи |          |

## Стрелци
4 гола
| - Бруно Петковић |

3 гола
| - Марек Хамшик - Роберт Боженик | - Иван Перишић | - Никола Влашић |

2 гола
| - Махир Емрели - Рамил Шејдајев - Арон Ремзи | - Гарет Бејл - Кифер Мур - Вили Орбан | - Мате Паткаи - Јурај Куцка - Лука Модрић |

1 гол
| - Тамкин Хализаде - Данијел Џејмс - Дејвид Брукс - Хари Вилсон - Адам Салаи - Давид Холман | - Доминик Собослаји - Михаљ Корхут - Алберт Руснак - Давид Ханцко - Ондреј Дуда - Роберт Мак | - Станислав Лоботка - Андреј Крамарић - Анте Ребић - Борна Баришић - Дејан Ловрен |

Аутогол
| - Павел Пашајев (против Велса) | - Џејмс Лоренс (против Хрватске) |